# Casaleone
Casaleone is een gemeente in de Italiaanse provincie Verona (regio Veneto) en telt 6010 inwoners (31-12-2004). De oppervlakte bedraagt 38,3 km², de bevolkingsdichtheid is 157 inwoners per km².
De volgende frazioni maken deel uit van de gemeente: Sustinenza, Venera.

## Demografie
Casaleone telt ongeveer 2211 huishoudens. Het aantal inwoners daalde in de periode 1991-2001 met 3,4% volgens cijfers uit de tienjaarlijkse volkstellingen van ISTAT.
| Jaar | Inwoneraantal |
| ---- | ------------- |
| 1991 | 6136          |
| 2001 | 5929          |

## Geografie
De gemeente ligt op ongeveer 16 m boven zeeniveau.
Casaleone grenst aan de volgende gemeenten: Cerea, Gazzo Veronese, Ostiglia (MN), Sanguinetto.